# Afrikaans kampioenschap voetbal 2008
De African Cup of Nations werd in 2008 voor de 26e keer gehouden. Het toernooi had plaats in Ghana van 20 januari tot en met 10 februari. Egypte verdedigde met succes de titel die het twee jaar eerder won. In de finale werd Kameroen met 1–0 verslagen. Ghana legde beslag op de derde plaats ten koste van Ivoorkust dat vierde werd.
Als winnaar plaatste Egypte zich bovendien voor de FIFA Confederations Cup 2009.

## Kwalificatie

### Deelnemende landen

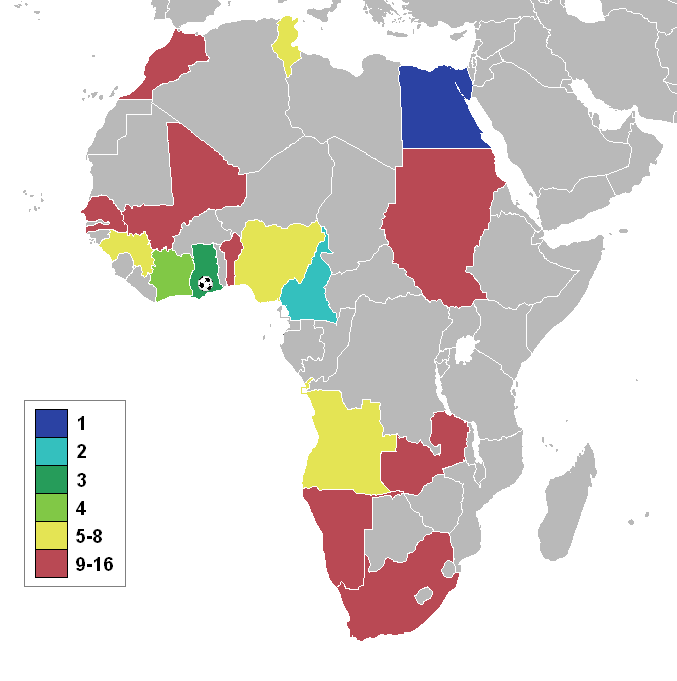
Deelnemende landen

De onderstaande 16 landen hebben zich gekwalificeerd voor de eindronde.
| Land        | Kwalificatie      | Aantal deelnames | Deelnames op rij | Vorige deelname | Titels tot 2008 | Prestatie    |
| ----------- | ----------------- | ---------------- | ---------------- | --------------- | --------------- | ------------ |
| Angola      | winnaar groep 6   | 4                | 2                | 2006            |                 | Kwartfinale  |
| Benin       | nummer 2 groep 9  | 2                | 1                | 2004            |                 | Eerste ronde |
| Egypte      | winnaar groep 2   | 21               | 13               | 2006            | 5               | Winnaar      |
| Ghana       | gastland          | 16               | 2                | 2006            | 4               | 3e plaats    |
| Guinee      | winnaar groep 8   | 9                | 3                | 2006            |                 | Kwartfinale  |
| Ivoorkust   | winnaar groep 1   | 17               | 2                | 2006            | 1               | 4e plaats    |
| Kameroen    | winnaar groep 5   | 15               | 7                | 2006            | 4               | 2e plaats    |
| Marokko     | winnaar groep 12  | 13               | 6                | 2006            | 1               | Eerste ronde |
| Mali        | winnaar groep 9   | 5                | 1                | 2004            |                 | Eerste ronde |
| Namibië     | winnaar groep 10  | 2                | 1                | 1998            |                 | Eerste ronde |
| Nigeria     | winnaar groep 3   | 15               | 5                | 2006            | 2               | Kwartfinale  |
| Senegal     | winnaar groep 7   | 11               | 5                | 2006            |                 | Eerste ronde |
| Soedan      | winnaar groep 4   | 7                | 1                | 1976            | 1               | Eerste ronde |
| Tunesië     | nummer 2 groep 4  | 13               | 8                | 2006            | 1               | Kwartfinale  |
| Zambia      | winnaar groep 11  | 13               | 2                | 2006            |                 | Eerste ronde |
| Zuid-Afrika | nummer 2 groep 11 | 7                | 7                | 2006            | 1               | Eerste ronde |

## Scheidsrechters
| Naam                 | Geboren    | Duels | Kreeg geel | Kreeg voor de tweede keer geel en dus rood | Weggestuurd |
| -------------------- | ---------- | ----- | ---------- | ------------------------------------------ | ----------- |
| Coffi Codjia         | 09/12/1967 | 3     | 12         | -                                          | -           |
| Koman Coulibaly      | 04/07/1970 | 3     | 9          | -                                          | -           |
| Jerome Damon         | 04/04/1972 | 3     | 9          | -                                          | 1           |
| Eddy Maillet         | 19/10/1967 | 3     | 5          | -                                          | -           |
| Yuichi Nishimura     | 17/04/1972 | 3     | 10         | -                                          | -           |
| Kacem Ben Naceur     | 12/07/1977 | 2     | 4          | -                                          | -           |
| Mohamed Benouza      | 26/09/1972 | 2     | 9          | -                                          | 1           |
| Kokou Djaoupe        | 10/07/1968 | 2     | 3          | -                                          | -           |
| Abderrahim El-Arjoun | 18/07/1963 | 2     | 3          | -                                          | 1           |
| Jamel Haimoudi       | 10/12/1970 | 2     | 8          | -                                          | -           |
| Modou Sowe           | 25/11/1963 | 2     | 7          | -                                          | -           |
| Badara Diatta        | 02/08/1969 | 1     | 3          | -                                          | -           |
| Divine Evehe         | 24/10/1964 | 1     | 6          | -                                          | -           |
| Alex Kotey           | 31/01/1963 | 1     | 4          | -                                          | -           |
| Kenias Marange       | 09/10/1964 | 1     | 5          | -                                          | -           |
| Muhmed Ssegonga      | 12/12/1970 | 1     | 2          | -                                          | -           |
| Totaal               | Totaal     | 32    | 99         | 0                                          | 3           |

## Gaststeden
| Accra              | · Accra Kumasi Tamale Sekondi-Takoradi | Kumasi                   |
| ------------------ | -------------------------------------- | ------------------------ |
| Ohene Djan Stadium | · Accra Kumasi Tamale Sekondi-Takoradi | Baba Yara Stadium        |
|                    | · Accra Kumasi Tamale Sekondi-Takoradi |                          |
| Capaciteit: 40.000 | · Accra Kumasi Tamale Sekondi-Takoradi | Capaciteit: 40.528       |
| Tamale             | · Accra Kumasi Tamale Sekondi-Takoradi | Sekondi-Takoradi         |
| Tamale Stadium     | · Accra Kumasi Tamale Sekondi-Takoradi | Sekondi-Takoradi Stadium |
|                    | · Accra Kumasi Tamale Sekondi-Takoradi |                          |
| Capaciteit: 21.017 | · Accra Kumasi Tamale Sekondi-Takoradi | Capaciteit: 20.088       |

## Groepsfase

### Groep A
| Land    | Wed | Win | Gel | Ver | DV | DT | +/− | Pnt |
| ------- | --- | --- | --- | --- | -- | -- | --- | --- |
| Ghana   | 3   | 3   | 0   | 0   | 5  | 1  | +4  | 9   |
| Guinee  | 3   | 1   | 1   | 1   | 5  | 5  | 0   | 4   |
| Marokko | 3   | 1   | 0   | 2   | 7  | 6  | +1  | 3   |
| Namibië | 3   | 0   | 1   | 2   | 2  | 7  | –5  | 1   |

|                                              |                            |       |              |                                                                             |
| 20 januari 2008 18:00 UTC «onderlinge duels» | Ghana                      | 2 – 1 | Guinee       | Ohene Djan Stadium, Accra Toeschouwers: 35.000 Scheidsrechter: Eddy Maillet |
| 20 januari 2008 18:00 UTC «onderlinge duels» | Gyan 55' (pen) Muntari 90' |       | Kalabane 65' | Ohene Djan Stadium, Accra Toeschouwers: 35.000 Scheidsrechter: Eddy Maillet |

|                                              |              |       |                                                |                                                                           |
| 21 januari 2008 16:00 UTC «onderlinge duels» | Namibië      | 1 – 5 | Marokko                                        | Ohene Djan Stadium, Accra Toeschouwers: 2000 Scheidsrechter: Devine Evehe |
| 21 januari 2008 16:00 UTC «onderlinge duels» | Brendell 24' |       | Alloudi 1' 5' 28' Sektioui 40' (pen) Zerka 74' | Ohene Djan Stadium, Accra Toeschouwers: 2000 Scheidsrechter: Devine Evehe |

|                                              |                                                    |       |                               |                                                                             |
| 24 januari 2008 18:00 UTC «onderlinge duels» | Guinee                                             | 3 – 2 | Marokko                       | Ohene Djan Stadium, Accra Toeschouwers: 15.000 Scheidsrechter: Jerome Damon |
| 24 januari 2008 18:00 UTC «onderlinge duels» | Feindouno 11' 63' (pen) Bangoura 59' Feindouno 67' |       | Aboucherouane 60' Ouaddou 90' | Ohene Djan Stadium, Accra Toeschouwers: 15.000 Scheidsrechter: Jerome Damon |

|                                              |           |       |         |                                                                                |
| 24 januari 2008 20:30 UTC «onderlinge duels» | Ghana     | 1 – 0 | Namibië | Ohene Djan Stadium, Accra Toeschouwers: 45.000 Scheidsrechter: Kacem Bennaceur |
| 24 januari 2008 20:30 UTC «onderlinge duels» | Agogo 41' |       |         | Ohene Djan Stadium, Accra Toeschouwers: 45.000 Scheidsrechter: Kacem Bennaceur |

|                                              |                        |       |         |                                                                           |
| 28 januari 2008 18:00 UTC «onderlinge duels» | Ghana                  | 2 – 0 | Marokko | Ohene Djan Stadium, Accra Toeschouwers: 40.000 Scheidsrechter: Modou Sowe |
| 28 januari 2008 18:00 UTC «onderlinge duels» | Essien 26' Muntari 45' |       |         | Ohene Djan Stadium, Accra Toeschouwers: 40.000 Scheidsrechter: Modou Sowe |

|                                              |           |       |              |                                                                                               |
| 28 januari 2008 18:00 UTC «onderlinge duels» | Guinee    | 1 – 1 | Namibië      | Sekondi-Takoradi Stadium, Sekondi-Takoradi Toeschouwers: 1000 Scheidsrechter: Ssesonga Muhmed |
| 28 januari 2008 18:00 UTC «onderlinge duels» | Youla 62' |       | Brendell 80' | Sekondi-Takoradi Stadium, Sekondi-Takoradi Toeschouwers: 1000 Scheidsrechter: Ssesonga Muhmed |

### Groep B
| Land      | Wed | Win | Gel | Ver | DV | DT | +/− | Pnt |
| --------- | --- | --- | --- | --- | -- | -- | --- | --- |
| Ivoorkust | 3   | 3   | 0   | 0   | 8  | 1  | +7  | 9   |
| Nigeria   | 3   | 1   | 1   | 1   | 2  | 1  | +1  | 4   |
| Mali      | 3   | 1   | 1   | 1   | 1  | 3  | –2  | 4   |
| Benin     | 3   | 0   | 0   | 3   | 1  | 7  | –6  | 0   |

|                                              |         |           |           |                                                                                         |
| 21 januari 2008 18:00 UTC «onderlinge duels» | Nigeria | 0 – 1     | Ivoorkust | Sekondi Stadium, Sekondi-Takoradi Toeschouwers: 20.000 Scheidsrechter: Mohammed Benouza |
| 21 januari 2008 18:00 UTC «onderlinge duels» |         | Kalou 66' |           | Sekondi Stadium, Sekondi-Takoradi Toeschouwers: 20.000 Scheidsrechter: Mohammed Benouza |

|                                              |                   |       |       |                                                                                     |
| 21 januari 2008 20:30 UTC «onderlinge duels» | Mali              | 1 – 0 | Benin | Sekondi Stadium, Sekondi-Takoradi Toeschouwers: 11.000 Scheidsrechter: Jerome Damon |
| 21 januari 2008 20:30 UTC «onderlinge duels» | Kanouté 47' (pen) |       |       | Sekondi Stadium, Sekondi-Takoradi Toeschouwers: 11.000 Scheidsrechter: Jerome Damon |

|                                              |                                               |       |                |                                                                                       |
| 25 januari 2008 18:00 UTC «onderlinge duels» | Ivoorkust                                     | 4 – 1 | Benin          | Sekondi Stadium, Sekondi-Takoradi Toeschouwers: 13.000 Scheidsrechter: Kenias Marange |
| 25 januari 2008 18:00 UTC «onderlinge duels» | Drogba 40' Y. Touré 44' Keita 52' Dindane 62' |       | Omotoyossi 90' | Sekondi Stadium, Sekondi-Takoradi Toeschouwers: 13.000 Scheidsrechter: Kenias Marange |

|                                              |         |       |      |                                                                                             |
| 25 januari 2008 20:30 UTC «onderlinge duels» | Nigeria | 0 – 0 | Mali | Sekondi Stadium, Sekondi-Takoradi Toeschouwers: 16.000 Scheidsrechter: Abderrahim El Arjoun |
| 25 januari 2008 20:30 UTC «onderlinge duels» |         |       |      | Sekondi Stadium, Sekondi-Takoradi Toeschouwers: 16.000 Scheidsrechter: Abderrahim El Arjoun |

|                                              |                      |       |       |                                                                                      |
| 29 januari 2008 18:00 UTC «onderlinge duels» | Nigeria              | 2 – 0 | Benin | Sekondi Stadium, Sekondi-Takoradi Toeschouwers: 4000 Scheidsrechter: Kacem Bennaceur |
| 29 januari 2008 18:00 UTC «onderlinge duels» | Mikel 53' Yakubu 86' |       |       | Sekondi Stadium, Sekondi-Takoradi Toeschouwers: 4000 Scheidsrechter: Kacem Bennaceur |

|                                              |                               |       |      |                                                                             |
| 29 januari 2008 18:00 UTC «onderlinge duels» | Ivoorkust                     | 3 – 0 | Mali | Ohene Djan Stadium, Accra Toeschouwers: 20.000 Scheidsrechter: Eddy Maillet |
| 29 januari 2008 18:00 UTC «onderlinge duels» | Drogba 9' Zoro 53' Sanogo 85' |       |      | Ohene Djan Stadium, Accra Toeschouwers: 20.000 Scheidsrechter: Eddy Maillet |

### Groep C
| Land     | Wed | Win | Gel | Ver | DV | DT | +/− | Pnt |
| -------- | --- | --- | --- | --- | -- | -- | --- | --- |
| Egypte   | 3   | 2   | 1   | 0   | 8  | 3  | +5  | 7   |
| Kameroen | 3   | 2   | 0   | 1   | 10 | 5  | +5  | 6   |
| Zambia   | 3   | 1   | 1   | 1   | 5  | 6  | –1  | 4   |
| Soedan   | 3   | 0   | 0   | 3   | 0  | 9  | –9  | 0   |

|                                              |                                    |       |                      |                                                                           |
| 22 januari 2008 18:00 UTC «onderlinge duels» | Egypte                             | 4 – 2 | Kameroen             | Baba Yara Stadium, Kumasi Toeschouwers: 42.000 Scheidsrechter: Modou Sowe |
| 22 januari 2008 18:00 UTC «onderlinge duels» | Hosni 14' (pen.) 82' Zidan 17' 45' |       | Eto'o 51' 90' (pen.) | Baba Yara Stadium, Kumasi Toeschouwers: 42.000 Scheidsrechter: Modou Sowe |

|                                              |        |                                     |        |                                                                              |
| 22 januari 2008 20:30 UTC «onderlinge duels» | Soedan | 0 – 3                               | Zambia | Baba Yara Stadium, Kumasi Toeschouwers: 35.000 Scheidsrechter: Badara Diatta |
| 22 januari 2008 20:30 UTC «onderlinge duels» |        | Chamanga 3' Mulenga 51' Katongo 59' |        | Baba Yara Stadium, Kumasi Toeschouwers: 35.000 Scheidsrechter: Badara Diatta |

|                                              |                                                   |       |             |                                                                                |
| 26 januari 2008 18:00 UTC «onderlinge duels» | Kameroen                                          | 5 – 1 | Zambia      | Baba Yara Stadium, Kumasi Toeschouwers: 10.000 Scheidsrechter: Yuchi Nichimura |
| 26 januari 2008 18:00 UTC «onderlinge duels» | Geremi 27' Job 32' 83' Emana 43' Eto'o 66' (pen.) |       | Katongo 89' | Baba Yara Stadium, Kumasi Toeschouwers: 10.000 Scheidsrechter: Yuchi Nichimura |

|                                              |                                     |       |        |                                                                                         |
| 26 januari 2008 20:30 UTC «onderlinge duels» | Egypte                              | 3 – 0 | Soedan | Baba Yara Stadium, Kumasi Toeschouwers: 15.000 Scheidsrechter: Bonaventure Coffi Codjia |
| 26 januari 2008 20:30 UTC «onderlinge duels» | Hosni 29' (pen.) Aboutreika 78' 83' |       |        | Baba Yara Stadium, Kumasi Toeschouwers: 15.000 Scheidsrechter: Bonaventure Coffi Codjia |

|                                              |                                      |       |        |                                                                           |
| 30 januari 2008 18:00 UTC «onderlinge duels» | Kameroen                             | 3 – 0 | Soedan | Tamale Stadium, Tamale Toeschouwers: 10.000 Scheidsrechter: Kokou Djaoupe |
| 30 januari 2008 18:00 UTC «onderlinge duels» | Eto'o 27' (pen.) 90' Khider 33' e.d. |       |        | Tamale Stadium, Tamale Toeschouwers: 10.000 Scheidsrechter: Kokou Djaoupe |

|                                              |          |       |             |                                                                              |
| 30 januari 2008 18:00 UTC «onderlinge duels» | Egypte   | 1 – 1 | Zambia      | Baba Yara Stadium, Kumasi Toeschouwers: 2000 Scheidsrechter: Koman Coulibaly |
| 30 januari 2008 18:00 UTC «onderlinge duels» | Zaky 15' |       | Katongo 88' | Baba Yara Stadium, Kumasi Toeschouwers: 2000 Scheidsrechter: Koman Coulibaly |

### Groep D
| Land        | Wed | Win | Gel | Ver | DV | DT | +/− | Pnt |
| ----------- | --- | --- | --- | --- | -- | -- | --- | --- |
| Tunesië     | 3   | 1   | 2   | 0   | 5  | 3  | +2  | 5   |
| Angola      | 3   | 1   | 2   | 0   | 4  | 2  | +2  | 5   |
| Senegal     | 3   | 0   | 2   | 1   | 4  | 6  | –2  | 2   |
| Zuid-Afrika | 3   | 0   | 2   | 1   | 3  | 5  | –2  | 2   |

|                                              |                     |       |                     |                                                                             |
| 23 januari 2008 18:00 UTC «onderlinge duels» | Tunesië             | 2 – 2 | Senegal             | Tamale Stadium, Tamale Toeschouwers: 12.000 Scheidsrechter: Yuchi Nichimura |
| 23 januari 2008 18:00 UTC «onderlinge duels» | Jemâa 9' Traoui 82' |       | Sall 45' Kamara 66' | Tamale Stadium, Tamale Toeschouwers: 12.000 Scheidsrechter: Yuchi Nichimura |

|                                              |                 |       |             |                                                                             |
| 23 januari 2008 20:30 UTC «onderlinge duels» | Zuid-Afrika     | 1 – 1 | Angola      | Tamale Stadium, Tamale Toeschouwers: 15.000 Scheidsrechter: Koman Coulibaly |
| 23 januari 2008 20:30 UTC «onderlinge duels» | van Heerden 87' |       | Manucho 29' | Tamale Stadium, Tamale Toeschouwers: 15.000 Scheidsrechter: Koman Coulibaly |

|                                              |          |       |                            |                                                                             |
| 27 januari 2008 18:00 UTC «onderlinge duels» | Senegal  | 1 – 3 | Angola                     | Tamale Stadium, Tamale Toeschouwers: 10.000 Scheidsrechter: Djamel Haimoudi |
| 27 januari 2008 18:00 UTC «onderlinge duels» | Faye 20' |       | Manucho 50' 67' Flavio 78' | Tamale Stadium, Tamale Toeschouwers: 10.000 Scheidsrechter: Djamel Haimoudi |

|                                              |                                 |       |             |                                                                           |
| 27 januari 2008 20:30 UTC «onderlinge duels» | Tunesië                         | 3 – 1 | Zuid-Afrika | Tamale Stadium, Tamale Toeschouwers: 15.000 Scheidsrechter: Kokou Djaoupe |
| 27 januari 2008 20:30 UTC «onderlinge duels» | Dos Santos 8' 33' Ben Saada 31' |       | Mphela 87'  | Tamale Stadium, Tamale Toeschouwers: 15.000 Scheidsrechter: Kokou Djaoupe |

|                                              |               |       |                 |                                                                           |
| 31 januari 2008 18:00 UTC «onderlinge duels» | Senegal       | 1 – 1 | Zuid-Afrika     | Baba Yara Stadium, Kumasi Toeschouwers: 15.000 Scheidsrechter: Alex Kotey |
| 31 januari 2008 18:00 UTC «onderlinge duels» | H. Camara 36' |       | van Heerden 14' | Baba Yara Stadium, Kumasi Toeschouwers: 15.000 Scheidsrechter: Alex Kotey |

|                                              |         |       |        |                                                                          |
| 31 januari 2008 18:00 UTC «onderlinge duels» | Tunesië | 0 – 0 | Angola | Tamale Stadium, Tamale Toeschouwers: 10.000 Scheidsrechter: Coffi Codjia |
| 31 januari 2008 18:00 UTC «onderlinge duels» |         |       |        | Tamale Stadium, Tamale Toeschouwers: 10.000 Scheidsrechter: Coffi Codjia |

## Knock-outfase
|  | kwartfinale                   | kwartfinale         |                     |   | halve finale        | halve finale        |   |  | finale | finale |
|  |                               |                     |                     |   |                     |                     |   |  |        |        |
|  | 3 februari – Accra            |                     |                     |   |                     |                     |   |  |        |        |
|  |                               |                     |                     |   |                     |                     |   |  |        |        |
|  | Ghana                         | 2                   |                     |   |                     |                     |   |  |        |        |
|  | Ghana                         | 2                   | 7 februari – Accra  |   |                     |                     |   |  |        |        |
|  | Nigeria                       | 1                   |                     |   |                     |                     |   |  |        |        |
|  | Nigeria                       | 1                   | Ghana               | 0 |                     |                     |   |  |        |        |
|  | 4 februari – Tamale           |                     | Ghana               | 0 |                     |                     |   |  |        |        |
|  |                               | Kameroen            | 1                   |   |                     |                     |   |  |        |        |
|  | Tunesië                       | Kameroen            | 1                   | 2 |                     |                     |   |  |        |        |
|  | Tunesië                       |                     | 10 februari – Accra | 2 |                     |                     |   |  |        |        |
|  | Kameroen                      | 3                   |                     |   |                     |                     |   |  |        |        |
|  | Kameroen                      | 3                   | Kameroen            | 0 |                     |                     |   |  |        |        |
|  | 4 februari – Kumasi           |                     | Kameroen            | 0 |                     |                     |   |  |        |        |
|  |                               | Egypte              | 1                   |   |                     |                     |   |  |        |        |
|  | Egypte                        | Egypte              | 1                   | 2 |                     |                     |   |  |        |        |
|  | Egypte                        | 7 februari – Kumasi |                     | 2 |                     |                     |   |  |        |        |
|  | Angola                        | 1                   |                     |   |                     |                     |   |  |        |        |
|  | Angola                        | 1                   | Egypte              | 4 | derde plaats        | derde plaats        |   |  |        |        |
|  | 3 februari – Sekondi-Takoradi |                     | Egypte              | 4 | derde plaats        | derde plaats        |   |  |        |        |
|  |                               | Ivoorkust           | 1                   |   | 9 februari – Kumasi | 9 februari – Kumasi |   |  |        |        |
|  | Ivoorkust                     | Ivoorkust           | 1                   | 5 | 9 februari – Kumasi | 9 februari – Kumasi |   |  |        |        |
|  | Ivoorkust                     |                     |                     |   |                     | Ghana               | 4 |  |        |        |
|  | Guinee                        | 0                   |                     |   |                     | Ghana               | 4 |  |        |        |
|  | Guinee                        | 0                   | Ivoorkust           | 2 |                     |                     |   |  |        |        |
|  |                               |                     | Ivoorkust           | 2 |                     |                     |   |  |        |        |

### Kwartfinale
|                                                  |                                   |       |                   |                                                                                            |
| 3 februari 2008 18:00 (UTC+1) «onderlinge duels» | Ghana                             | 2 – 1 | Nigeria           | Ohene Djan Stadium, Accra Toeschouwers: 45.000 Scheidsrechter: Mohamed Benouza ( Algerije) |
| 3 februari 2008 18:00 (UTC+1) «onderlinge duels» | Essien 45+2' Agogo 82' Mensah 59' |       | Yakubu 37' (pen.) | Ohene Djan Stadium, Accra Toeschouwers: 45.000 Scheidsrechter: Mohamed Benouza ( Algerije) |

|                                                  |                                             |       |        |                                                                                         |
| 3 februari 2008 21:30 (UTC+1) «onderlinge duels» | Ivoorkust                                   | 5 – 0 | Guinee | Tamale Stadium, Tamale Toeschouwers: 14.000 Scheidsrechter: Djamel Haimoudi ( Algerije) |
| 3 februari 2008 21:30 (UTC+1) «onderlinge duels» | Keïta 25' Drogba 70' Kalou 73' 81' Koné 86' |       |        | Tamale Stadium, Tamale Toeschouwers: 14.000 Scheidsrechter: Djamel Haimoudi ( Algerije) |

|                                                  |                           |       |             |                                                                                                 |
| 4 februari 2008 18:00 (UTC+1) «onderlinge duels» | Egypte                    | 2 – 1 | Angola      | Sekondi Stadium, Sekondi-Takoradi Toeschouwers: 6.000 Scheidsrechter: Yuichi Nishimura ( Japan) |
| 4 februari 2008 18:00 (UTC+1) «onderlinge duels» | Hosny 23' (pen.) Zaky 38' |       | Manucho 27' | Sekondi Stadium, Sekondi-Takoradi Toeschouwers: 6.000 Scheidsrechter: Yuichi Nishimura ( Japan) |

|                                                  |                             |            |                         |                                                                                        |
| 4 februari 2008 21:30 (UTC+1) «onderlinge duels» | Tunesië                     | 2 – 3 (nv) | Kameroen                | Baba Yara Stadium, Kumasi Toeschouwers: 15.000 Scheidsrechter: Koman Coulibaly ( Mali) |
| 4 februari 2008 21:30 (UTC+1) «onderlinge duels» | Ben Saada 35' Chikhaoui 81' |            | Mbia 18' 93' Geremi 27' | Baba Yara Stadium, Kumasi Toeschouwers: 15.000 Scheidsrechter: Koman Coulibaly ( Mali) |

### Halve finale
|                                                  |       |                      |          |                                                                                                 |
| 7 februari 2008 18:00 (UTC+1) «onderlinge duels» | Ghana | 0 – 1                | Kameroen | Ohene Djan Stadium, Accra Toeschouwers: 45.000 Scheidsrechter: Abderrahim El Arjoun ( Marokko)) |
| 7 februari 2008 18:00 (UTC+1) «onderlinge duels» |       | N'Kong 71' Bikey 91' |          | Ohene Djan Stadium, Accra Toeschouwers: 45.000 Scheidsrechter: Abderrahim El Arjoun ( Marokko)) |

|                                                  |           |       |                                         |                                                                                           |
| 7 februari 2008 21:30 (UTC+1) «onderlinge duels» | Ivoorkust | 1 – 4 | Egypte                                  | Baba Yara Stadium, Kumasi Toeschouwers: 30.000 Scheidsrechter: Eddy Maillet ( Seychellen) |
| 7 februari 2008 21:30 (UTC+1) «onderlinge duels» | Keita 63' |       | Fathi 12' Zaky 61' 67' Aboutreika 90+1' | Baba Yara Stadium, Kumasi Toeschouwers: 30.000 Scheidsrechter: Eddy Maillet ( Seychellen) |

### Troostfinale
|                                                  |                                                    |       |                |                                                                                            |
| 9 februari 2008 18:00 (UTC+1) «onderlinge duels» | Ghana                                              | 4 – 2 | Ivoorkust      | Baba Yara Stadium, Kumasi Toeschouwers: 40.000 Scheidsrechter: Jerome Damon ( Zuid-Afrika) |
| 9 februari 2008 18:00 (UTC+1) «onderlinge duels» | Muntari 10' Owusu-Abeyie 73' Agogo 80' Dramani 85' |       | Sanogo 24' 32' | Baba Yara Stadium, Kumasi Toeschouwers: 40.000 Scheidsrechter: Jerome Damon ( Zuid-Afrika) |

### Finale
|                                                   |          |               |        |                                                                                      |
| 10 februari 2008 18:00 (UTC+1) «onderlinge duels» | Kameroen | 0 – 1         | Egypte | Ohene Djan Stadium, Accra Toeschouwers: 40.000 Scheidsrechter: Coffi Codjia ( Benin) |
| 10 februari 2008 18:00 (UTC+1) «onderlinge duels» |          | Abo Treka 76' |        | Ohene Djan Stadium, Accra Toeschouwers: 40.000 Scheidsrechter: Coffi Codjia ( Benin) |

| Afrikaans kampioenschap voetbal Winnaar 2008 |
| -------------------------------------------- |
| EGYPTE 6de titel                             |

## Doelpuntenmakers
5 doelpunten
- Samuel Eto'o

4 doelpunten
- Manucho
- Hosny Abd Rabo
- Mohamed Aboutrika
- Amr Zaki

3 doelpunten
- Didier Drogba
- Salomon Kalou
- Abdul Kader Keïta

- Boubacar Sanogo
- Junior Agogo

- Sulley Muntari
- Soufiane Alloudi

2 doelpunten
- Geremi Njitap
- Joseph-Désiré Job
- Stéphane Mbia
- Mohamed Zidan

- Michael Essien
- Pascal Feindouno
- Brian Brendell
- Yakubu Aiyegbeni

- Elrio van Heerden
- Chaouki Ben Saada
- Francileudo dos Santos
- Chris Katongo

1 doelpunt
- Flávio
- Razak Omotoyossi
- Achille Emana
- Alain N'Kong
- Aruna Dindane
- Bakari Koné
- Yaya Touré
- Marco Zoro
- Ahmed Fathy
- Haminu Dramani
- Asamoah Gyan

- Quincy Owusu-Abeyie
- Ismaël Bangoura
- Oumar Kalabane
- Souleymane Youla
- Frédéric Kanouté
- Hicham Aboucherouane
- Abdeslam Ouaddou
- Tarik Sektioui
- Monsef Zerka
- Mikel John Obi
- Moustapha Bayal Sall

- Henri Camara
- Abdoulaye Diagne-Faye
- Diomansy Kamara
- Katlego Mphela
- Yassine Chikhaoui
- Issam Jemâa
- Mejdi Traoui
- James Chamanga
- Felix Katongo
- Jacob Mulenga

Eigen doelpunt
- Mohammed Ali El Khider (Tegen Kameroen)

## In beeld

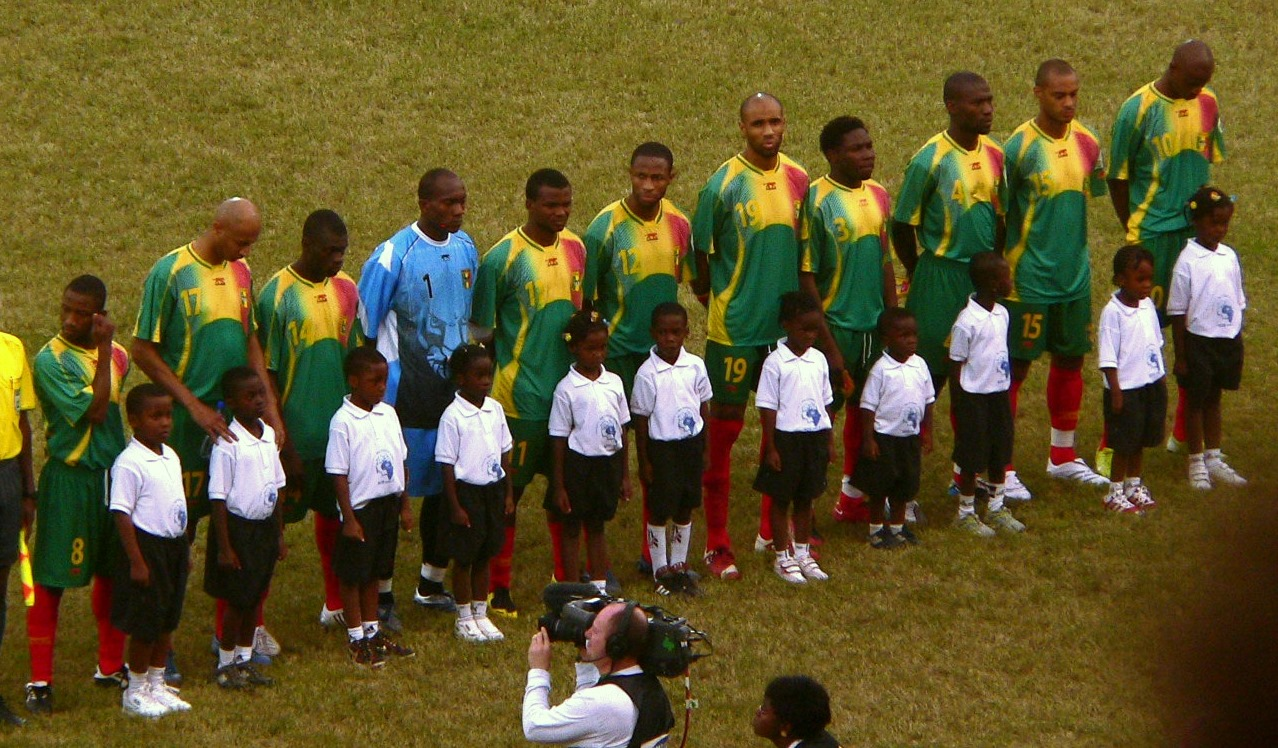
Malinees voetbalelftal
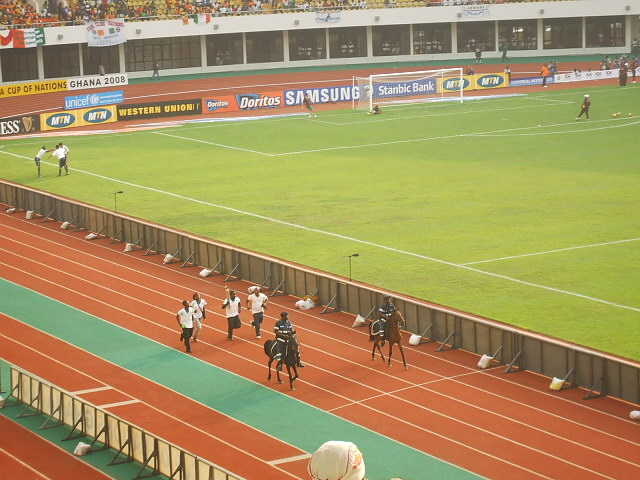
Nigeria - Ivoorkust
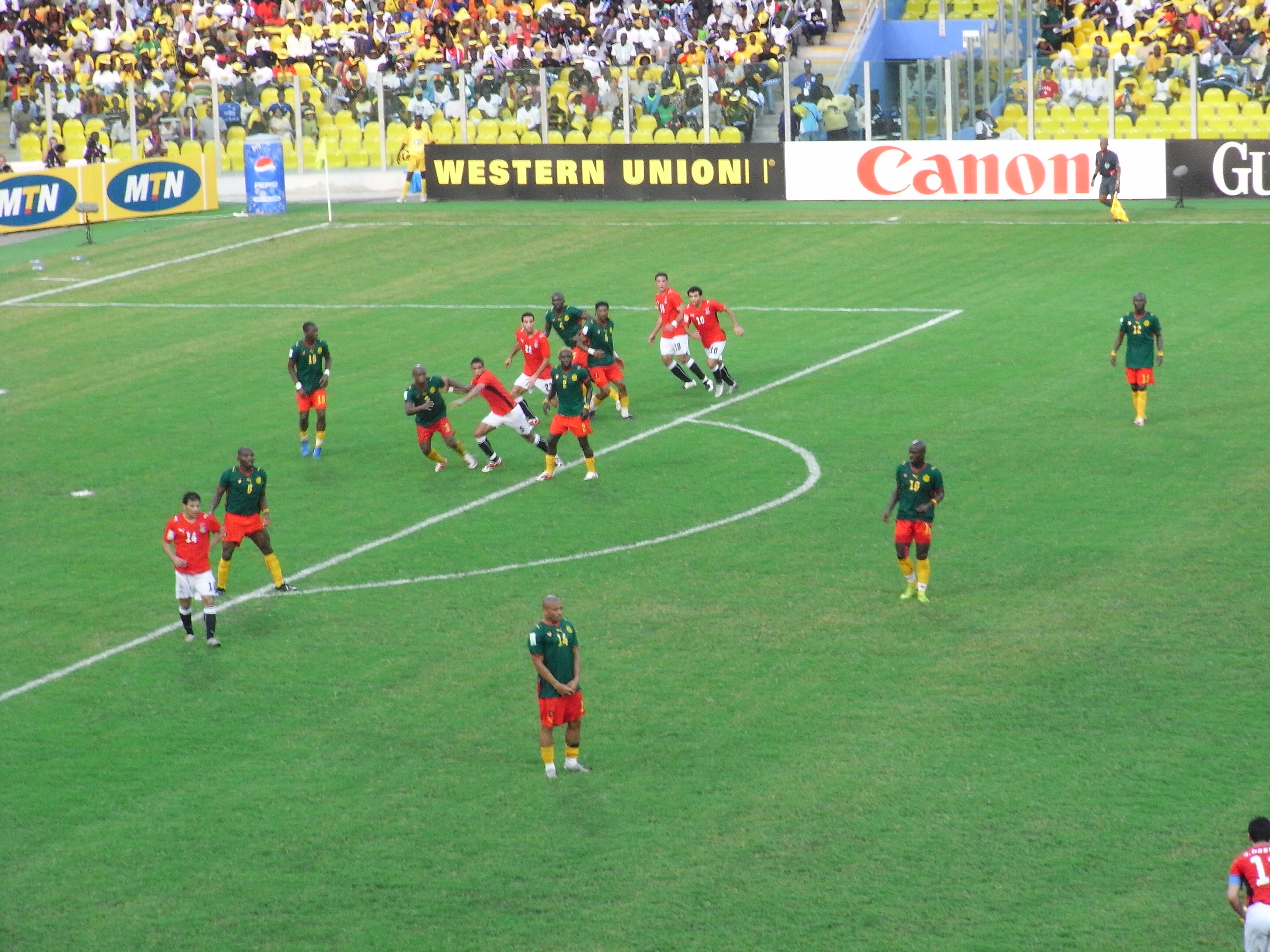
De Finale
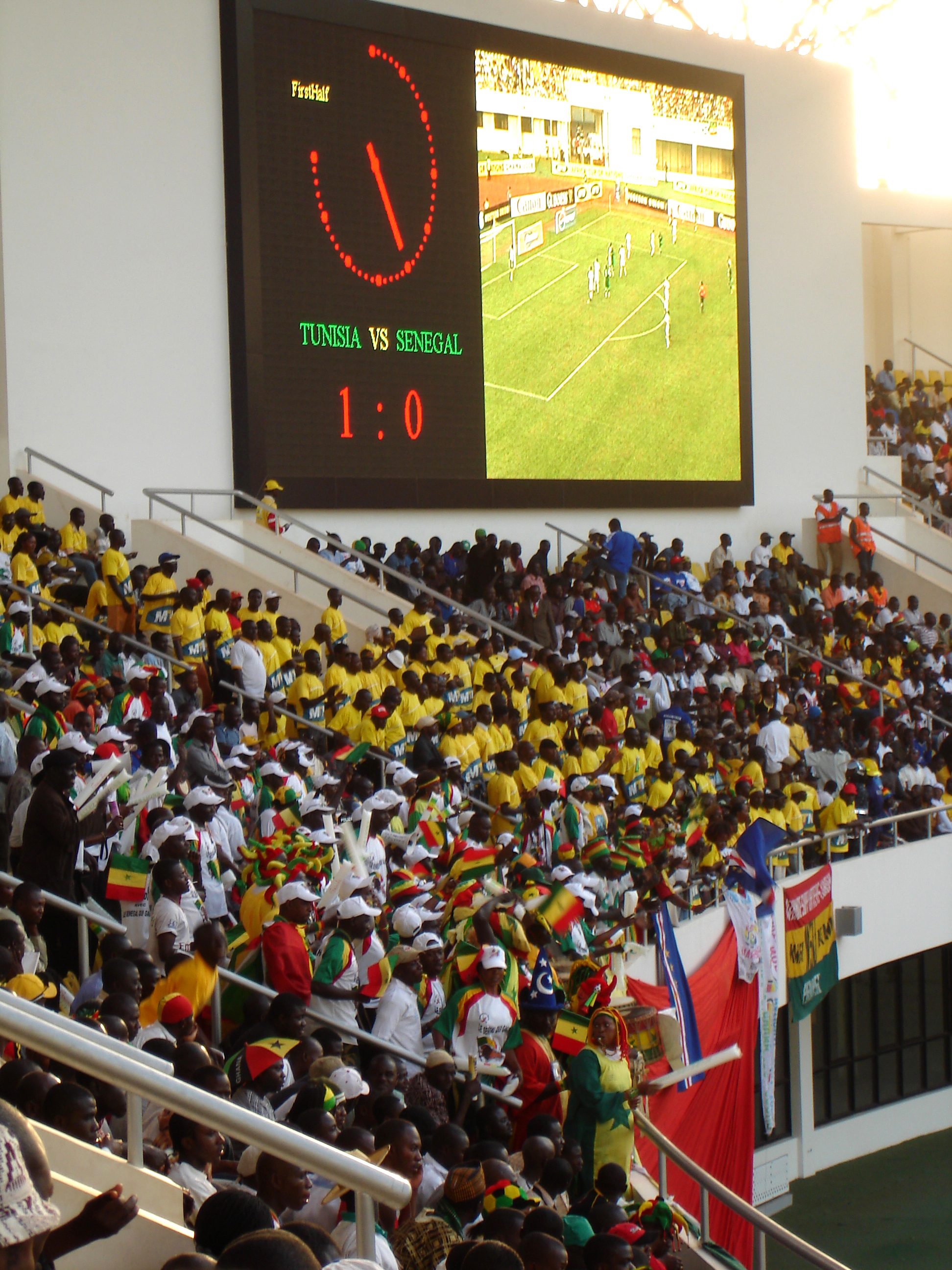
Tunesië - Senegal
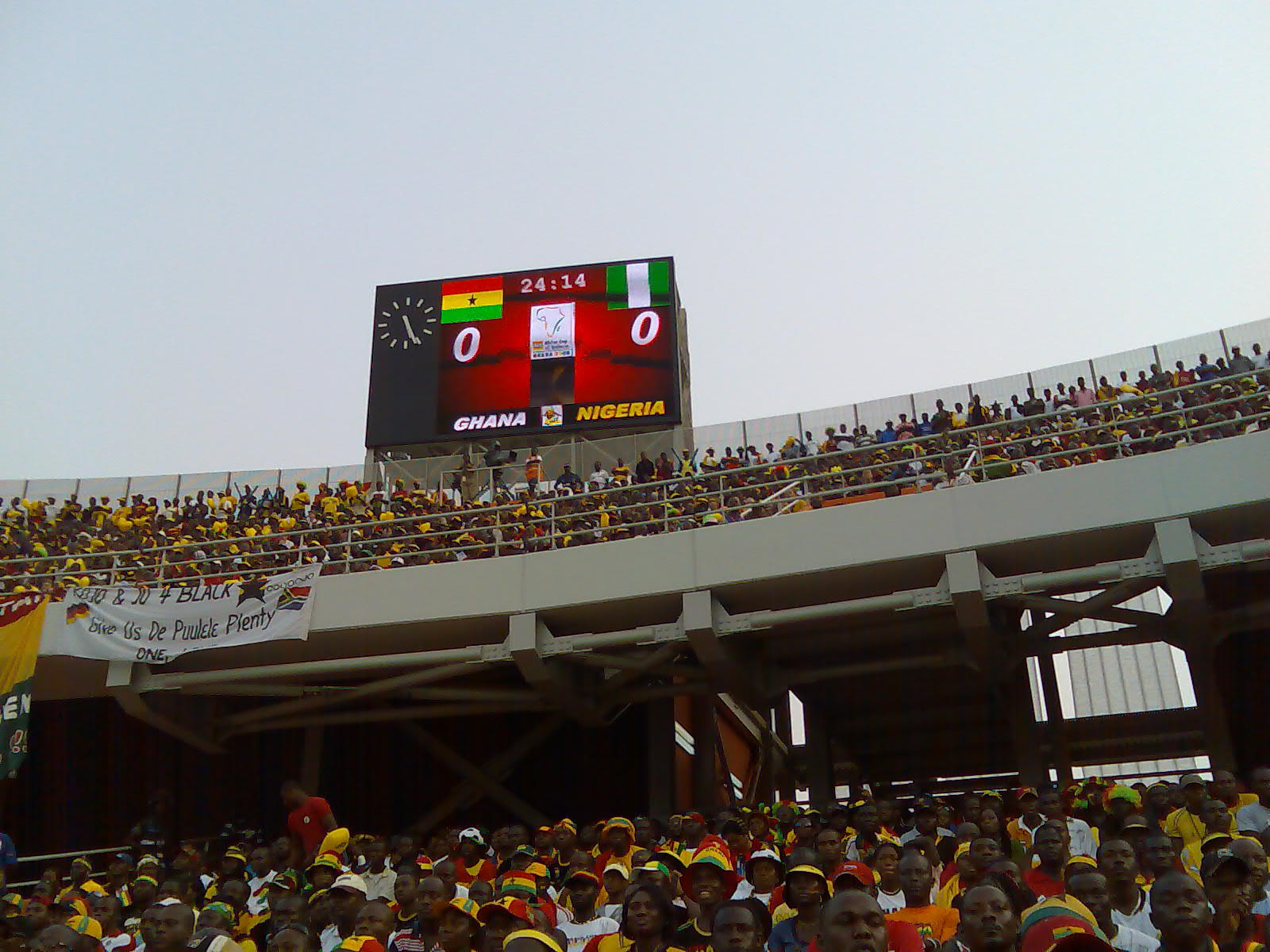
Ghana - Nigeria
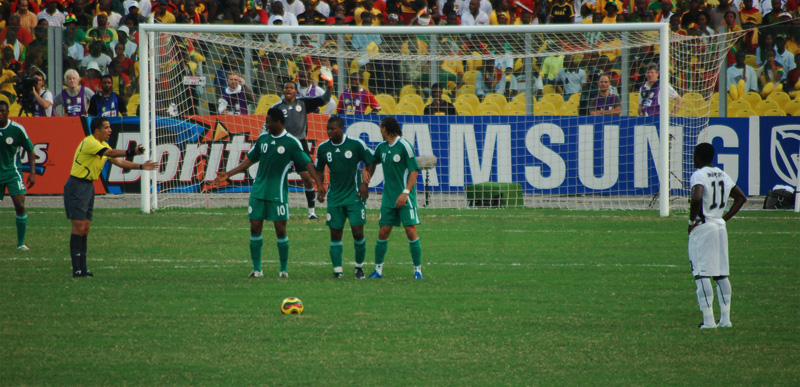
Vrije trap
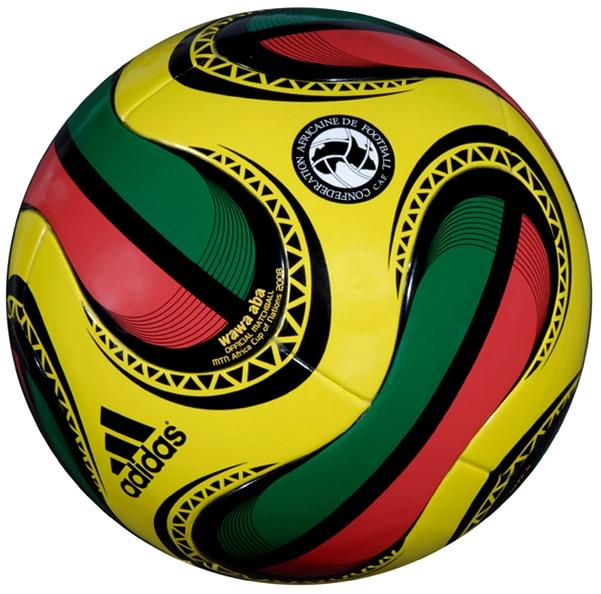
De Bal